# بلرنکورت
بلرنکورت (به فرانسوی: Blérancourt) یک کمون در فرانسه است که در ان (ا-دو-فرانس) واقع شده‌است. بلرنکورت ۱۰٫۸ کیلومتر مربع مساحت دارد ۶۰ متر بالاتر از سطح دریا واقع شده‌است.